# Francesco Malatesta
Pour les articles homonymes, voir Malatesta.
Francesco Malatesta, né le 5 juin 1907 à Padoue et mort le 16 septembre 1986 dans le comté de San Mateo en Californie, est un coureur cycliste italien. Il a participé à l'épreuve de tandem aux Jeux olympiques d'été de 1928.

## Biographie
Il participe aux Jeux olympiques d'été de 1928 à Amsterdam. Dans la course en tandem avec Adolfo Corsi (en) comme partenaire. Ils perdent la lutte pour la médaille de bronze contre les Allemands Karl Köther et Hans Bernhardt.
En 1929 et 1930, il remporte le championnat national de vitesse amateur.
Aux Championnats du Monde amateurs 1929, il se classe 4e à la vitesse individuel  et avec Corsi terminent quatrièmes de la course en tandem. Il participe de nouveau aux championnat 1930.
Il passe l'hiver 1930-31 à Paris, où il court sous les couleurs du Club Sportif Clodoaldien qui rassemble nombre de jeunes Italiens séjournant à Paris. Il participe au match France-Italie en décembre 1930 au Vél' d'hiv et gagne son match de vitesse contre Maurice Perrin,.
Il passe professionnel en 1931et court souvent en France. Il participe au match de vitesse par équipe France-Italie à Buffalo (Michard, Gérardin et Beaufrand vs. Bergamini, Piani et Malatesta).
Il est sélectionné pour les championnats du monde professionnel 1932 mais une chute, à Tours, lui provoque une fracture du crane et l'empêche de participer,. Il quitte l'hôpital après un mois de soins intensifs; Il reprend courant 1933 et participe aux championnats du monde 1933.
Fin 1933, il se tourne vers le demi-fond plus rémunérateur, entrainé par Rollion, puis par le belge Henri Wynsdau.
En 1934, Joe Fogler, qui dirige plusieurs pistes aux États-Unis, décide de faire venir Malatesta et Martinetti.
En 1936, il prend le départ des six jours de Chicago avec Ewald Wissel comme partenaire mais abandonne.

## Palmarès

### Championnats nationaux
- Champion d'Italie de vitesse amateur en 1929 et 1930.
- Championnats d'Italie de vitesse professionnel : 2e en 1932, 3e en 1931 et 1933

### Grand Prix
- Prix du « Petit Journal » à la Cipale : 1930[20]
- Grand Prix d'Équeurdreville à Cherbourg : 1931[21]